# Жан-Луї Борі
Жан-Луї Борі (фр. Jean Louis Bory; 25 червня 1919, Меревіль, Ессонна — 12 червня 1979, там же) — французький письменник, журналіст і кінокритик.

## Біографія
Борі народився 1919 року в місті Меревіль у сім'ї фармацевта та вчительки. Батьки Жана-Луї були релігійними людьми, отже релігія мало на нього впливу. Особа майбутнього письменника формувалася під впливом Народного Фронту. Здобув освіту в ліцеї Генріха IV.
1939 року Жана-Луї призвали до армії. У Латинський квартал він повернувся у жовтні 1942 року. У липні 1945 року склав іспити agrégation des lettres. Двома місяцями пізніше видавництво Flammarion опублікувало першу повість Борі «Моє село за німецьких часів», яка незабаром здобула Гонкурівську премію 1945 року. Друга книга Борі «Chère Aglaë» (1947) була менш успішною. У 1948 році Борі отримує призначення до Парижа (газета La Gazette des Lettres).
Жан-Луї Борі належав до політично активної літературної еліти Франції. Свого часу знаменитий французький письменник Луї Арагон схиляв Борі до вступу до комуністичної партії Франції. Проте Жан-Луї Борі обмежився приєднанням до прокомуністичної групи пацифістів Mouvement de la Paix, Національної Асоціації Письменників, а також Товариства Франція-СРСР.
1952 року відбувся журналістський дебют Борі в газеті Samedi Soir. З 1955 працює в газеті L'Express разом зі своїм другом Франсуа Ервалем.
В 1956 відбувається розрив Борі з комуністами через введення радянських військ в Угорщину для придушення повстання. Проти цього вторгнення Борі підписав петицію разом з Едгаром Мореном, Жилем Мартіне, Жаном-Марі Домена та іншими. Протягом цього Борі виходить із Почесного Комітету Товариства Франція-СРСР. Політичні погляди Борі залишилися постійними, він продовжував виступати проти колонізації країн третього світу. Так, у 1960 році, коли його редактор Рене Жюльяр запропонував йому підписати петицію Маніфест 121, він, не замислюючись, погодився, у зв'язку з чим його викладацька діяльність у ліцеї Генріха IV, якою він займався з 1957 року, було припинено. Він був відновлений на посаді за кілька місяців, але інтерес до викладання у нього став пропадати.
У 1957 році Жан-Луї Борі увійшов до редакційної ради Cahiers des saisons, де він опубліковував свої літературні роботи. У 1961 році він змінив Франсуа Трюффо як кінокритик тижневика Arts. Протягом наступного року він залишив викладання та роботу в La Gazette des Lettres, щоб повністю присвятити себе журналістиці та літературі. Спроба повторити колишній літературний успіх романом «Аромат трави» (фр. L'Odeur de l'herbe, 1962) не мала успіху. Успіх, проте, чекав на терені кінокритики. Так, у 1964 році він брав участь у програмах Le Masque et la Plume, після виступу в яких здобув популярність у публіки. Наприкінці 1964 року він остаточно йде з «Лекспрес», водночас іде у минуле та його дружба з Франсуа Ервалем.
У січні 1965 року Гі Дюмюр запропонував йому продовжити займатися критикою в Nouvel Observateur. Там він сприяв реабілітації Луї-Фердінана Селіна, а також придбав таких друзів, як Поль Моран та Жак Шардон. З листопада 1966 року він змінив Мішеля Курно (Michel Cournot) як основний кінокритик у Nouvel Observateur.
В рамках Masque et la plume він багато висвітлював кіно третього світу, особливо африканське та арабське. Борі став найавторитетнішим кінокритиком Латинського кварталу, зокрема, кола Art et Essais. У травні 1968 року він став одним із лідерів акції, що зупинила Канський кінофестиваль: він вимовляє полум'яну промову біля Палацу фестивалів перед студентами, спровокувавши заворушення у Парижі[2]. Цікаво, що при цьому ще роком раніше був членом журі Канського фестивалю[3]. Борі проте входив до складу журі Каннського фестивалю з 1970 по 1973 рік. Він також грав вирішальну роль у фестивалі у Ла-Рошелі. У редакції Nouvel Observateur він з'являвся періодично і лише залишав матеріал для публікацій.
У 1970-х роках він починає активно захищати гомосексуалів. Це знайшло відображення в його автобіографічних роботах «Шкура Зебри» (1969) і «Народжені жінкою» (1976), але більшою мірою в романі «Моя половина апельсина» (1973), який мав великий успіх, і в якому він відкрито зізнався в своєї гомосексуальності. Він взяв участь в асоціації гомосексуалів «Аркадія», робив доповідь на їхній конференції. Пізніше він став частиною Front homosexuel d'action révolutionnaire.
Одночасно з політичною боротьбою та громадською діяльністю, Борі публікує ще кілька повістей: Eugène Sue, dandy et socialiste (1973), історичне есе La Révolution de Juillet (1972). Але найбільшим успіхом у його літературній кар'єрі став роман Le Pied, написаний ним у 1976 році. Роман розійшовся тиражем понад 100,000 екземплярів.
Торішнього серпня 1977 року він впав у важку депресію. Короткий період ремісії тривав з жовтня 1978 по лютий 1979 року і дозволив Борі опублікувати в 1978 його останній твір, «Cambacérès».
Жан-Луї Борі наклав на себе руки в рідному місті в ніч з 11 на 12 червня 1979 року.